# Dactylolabis symplectoidea
Dactylolabis symplectoidea là một loài ruồi trong họ Limoniidae. Chúng phân bố ở miền Cổ bắc.